# Мексиканская амбистома
Мексиканская амбистома, или мексиканский аксолотль (лат. Ambystoma mexicanum) — вид хвостатых земноводных из рода амбистом семейства амбистомовых.

## Распространение
В относительно недалёком прошлом обитала в нескольких небольших озёрах в центральной Мексике. В настоящее время сохранилась лишь одна популяция в озере Сочимилько на юге города Мехико.

## Описание
Общая длина — 29 см. Окраска чёрная с голубоватым отливом. Неотенические особи этого и некоторых других видов рода известны под названием аксолотлей. В лабораторных культурах наряду с чёрными особями известны и бело-розовые аксолотли.

## Галерея
| - Мексиканская амбистома - Бело-розовый аксолотль |

## Образ жизни
Наблюдалась в озере при зимних температурах около 12 °C и летом при температуре воды 20 °C.